# Obús 2A65 de 152 mm
El 2A65 "Msta-B" es un obús remolcado ruso y soviético. La "B" en su denominación es la abreviación de Buksiruemyi, remolcado en ruso. Esta pieza de artillería ha sido empleada por las fuerzas rusas por lo menos desde 1978, primeramente en el ejército soviético, y, actualmente; está en servicio con varios ejércitos en el mundo, siendo su mayor usuario las unidades de artillería de primera línea del ejército ruso. El 2A65; al igual que muchas piezas de artillería modernas, puede disparar proyectiles nucleares.

## Despliegue
Para misiones convencionales, el 2A65 dispara el proyectil de alto poder explosivo OF45 de 43,6 kg. Este obús además puede disparar el proyectil de alto poder explosivo OF61 con un alcance de 29 km, el OF23 de doble propósito y 42,8 kg con un alcance de 26,5 km, el proyectil guiado 2K25 Krasnopol con un alcance de 20 km, al igual que el proyectil fumígeno D-540 con un alcance de 17,4 km. El OF23 es un proyectil de racimo que dispersa 42 granadas HEAT capaces de penetrar blindaje de acero con un espesor de 100 mm.
El obús puede ser remolcado tanto por un camión KrAZ-260 6x6 o un camión Ural 4320 6x6.  
El 2A65 está desplegado con la 9a Brigada de Artillería en Luga, la 228a Brigada de Artillería en Inzhenernyy y la 291a Brigada de Artillería en Maikop, así como almacenado en Perm y cerca de Novgorod. Además está en servicio con otras unidades en otros distritos militares rusos. El número total de obuses 2A65 en servicio activo está estimado en unos 370. 
El 2A65 también está en servicio con la 11a Brigada de Artillería en Ternopil y la 55a Brigada de Artillería en Zaporizhya.

## Variantes
- M-390 - Esta es una versión de exportación de 155 mm del 2A65, desarrollada por la Fábrica No 9 en Ekaterinburgo.[3]

- MZ-146-1 - Esta también es una versión de exportación de 155 mm que fue mostrada al público por primera vez en 2008. Al contrario del original, este está equipado con un extractor de humo.

- Se está produciendo una versión autopropulsada, el 2S19 Msta.

## Usuarios
- Rusia - 750[4]
- Armenia
- Azerbaiyán
- Bielorrusia - 165[4]
- Georgia - 11[4]
- Kazajistán - 90[4]
- Ucrania - 185[4]